# تيفاني ترمب
تيفاني أريانا ترامب (بالإنجليزية: Tiffany Trump)(ولدت في 13 أكتوبر 1993)، هي الابنة الرابعة لدونالد ترامب، رئيس الولايات المتحدة، وهي ابنته الوحيدة من زوجته الثانية مارلا مابلز.
وُلدت في ويست بالم بيتش، فلوريدا، وتربّت بشكل رئيسي على يد والدتها في ولاية كاليفورنيا. حصلت تيفاني على شهادات جامعية من جامعة بنسلفانيا وكلية القانون بجامعة جورجتاون. سعت لفترة قصيرة للعمل في مجالي الموسيقى والموضة، ثم انخرطت في السياسة من خلال دعم حملات والدها الانتخابية في أعوام 2016 و2020 و2024. بالإضافة إلى ظهورها في الفعاليات السياسية، لفتت انتباه وسائل الإعلام من خلال نشاطها على وسائل التواصل الاجتماعي.

## روابط خارجية
- تيفاني ترمب على موقع IMDb (الإنجليزية)
- تيفاني ترمب على موقع روتن توميتوز (الإنجليزية)
- تيفاني ترمب على موقع ميوزك برينز (الإنجليزية)
- تيفاني ترمب على موقع أول موفي (الإنجليزية)
- تيفاني ترمب على موقع ديسكوغز (الإنجليزية)
- تيفاني ترمب على موقع قاعدة بيانات الفيلم (الإنجليزية)